# Seogeomdo
Seogeomdo (koreanska: 서검도) är en ö i Sydkorea.   Den ligger i provinsen Incheon, i den nordvästra delen av landet, 70 km väster om huvudstaden Seoul. Arean är 1,4 kvadratkilometer.
Terrängen på Seogeomdo är platt. Öns högsta punkt är 57 meter över havet. Den sträcker sig 2,0 kilometer i nord-sydlig riktning, och 2,8 kilometer i öst-västlig riktning.